# Ameloblastoma intraósseo multicístico
O ameloblastoma intra-ósseo multicístico ou sólido convencional é encontrado em pacientes de várias idades, sendo raro em crianças com menos de 10 anos e relativamente incomum no grupo entre 10 e 19 anos. O tumor apresenta uma prevalência aproximadamente igual entre a terceira idade e a sétima década da vida.